# Auburn (Kentucky)
Auburn város az USA Kentucky államában. Lakosainak száma 1589 fő (2020. április 1.).

## Népesség
A település népességének változása:

| 2010 | 1 340 |
| 2020 | 1 589 |